# Asunción Challenger (1995)
L'Asunción Challenger è stato un torneo professionistico maschile di tennis giocato su campi in terra rossa. Faceva parte dell'ATP Challenger Series. Si è giocata solo l'edizione del 1995 ad Asunción, in Paraguay.

## Albo d'oro

### Singolare
| Anno | Campione     | Finalista    | Punteggio |
| ---- | ------------ | ------------ | --------- |
| 1995 | Jaime Oncins | Gastón Etlis | 6–3, 6–4  |

### Doppio
| Anno | Campioni                         | Finalisti                          | Punteggio |
| ---- | -------------------------------- | ---------------------------------- | --------- |
| 1995 | Francisco Montana Claude N'goran | Paulo Carvallo Francisco Rodríguez | 6–2, 6–3  |